# François Guillaume
François Guillaume (ur. 19 października 1932 w Ville-en-Vermois) – francuski polityk i działacz organizacji rolniczych, eurodeputowany III kadencji, poseł do Zgromadzenia Narodowego, w latach 1986–1988 minister rolnictwa.

## Życiorys
Po ukończeniu szkoły średniej kształcił się w zakresie filozofii. W latach 1964–1968 był przewodniczącym CNJA, organizacji zrzeszającej młodych rolników. W latach 1979–1986 kierował Fédération nationale des syndicats d'exploitants agricoles, francuską konfederacją lokalnych i regionalnych związków rolniczych. Był też m.in. prezesem przedsiębiorstwa Saint-Hubert Industrie Laitière.
Był działaczem gaullistowskiego Zgromadzenia na rzecz Republiki i następnie Unii na rzecz Ruchu Ludowego. W latach 1964–1968 i 1979–1986 wchodził w skład Rady Gospodarczej i Społecznej. Od marca 1986 do maja 1988 sprawował urząd ministra rolnictwa w rządzie, którym kierował Jacques Chirac. Zasiadał w radzie miejscowości Ville-en-Vermois oraz w radzie regionu Lotaryngia.
W latach 1989–1994 sprawował mandat posła do Parlamentu Europejskiego III kadencji. Między 1993 a 2007 był deputowanym do Zgromadzenia Narodowego X, XI i XII kadencji, mandat uzyskiwał w jednym z okręgów departamentu Meurthe i Mozela. Dołączył później do ugrupowania Powstań Francjo.